# Kordofan
Kordofan (tiếng Ả Rập: كردفان) là một tỉnh cũ ở miền trung Sudan. Vào năm 1994 nó được chia thành ba tiểu bang mới: Bắc Kordofan, Nam Kordofan và Tây Kordofan. Đến tháng 8 năm 2005, bang Tây Kordofan bị bãi bỏ như một phần của việc thực thi Hiệp định Hòa bình Toàn diện giữa chính phủ Sudan và Phong trào Giải phóng Nhân dân Sudan. Tây Kordofan được tái lập vào tháng 7 năm 2013.

## Địa lý
Kordofan có diện tích khoảng 376,145 km² (146,932 dặm vuông),với dân số ước tính năm 2000 là 3,6 triệu người. Địa hình chủ yếu là đồng bằng nhấp nhô, với vùng đồi Nuba ở phía đông nam. Trong mùa mưa từ tháng 6 đến tháng 9, khu vực này trở nên khá màu mỡ. Thủ phủ là thành phố El-Obeid.

## Kinh tế và nhân khẩu
Khu vực này được biết đến với việc sản xuất gôm Ả Rập. Các cây trồng khác bao gồm lạc, bông và kê. Các nhóm dân tộc chính là các bộ lạc Ả Rập, chẳng hạn như Dar Hamid, Kawahla, Hamar, Bedairiah, Joamaah và Rekabeiah. Ở phía bắc có những khu vực chăn thả rộng lớn được sử dụng bởi người À Rập Baggara và người Kababish nuôi lạc đà. Các bộ lạc Nin, Nuba, Shilluk và Dinka cũng sinh sống ở vùng Kordofan.
Nhóm ngôn ngữ Kordofan được nói bởi một số ít người ở phía nam Kordofan, nhưng tiếng Ả Rập là ngôn ngữ chính và được sử dụng rộng rãi trên toàn vùng.